# Germans Collyer
Homer Collyer Lusk (6 de novembre de 1881 - 21 de març de 1947) i Langley Collyer (3 d'octubre de 1885 - març de 1947) van ser dos germans nord-americans que es van fer famosos per la seva natura esnob, la brutícia a casa seva, i l'acumulació compulsiva. Durant dècades, van viure a la seva llar del 2078 de la Cinquena Avinguda (a la cantonada amb el carrer 128), de Manhattan, on van dedicar-se a acumular tot allò que havien recollit obsessivament: diaris, llibres, mobles, instruments musicals, i molts altres articles, amb trampes als passadissos i portes per protegir-se dels intrusos. Tots dos van ser trobats morts a Harlem en la casa de pedra rogenca, on havien viscut com ermitans, envoltats de més de 130 tones de residus que havien acumulat durant diverses dècades

## Família
Els germans Collyer eren fills de Herman Collyer Livingston (1857-1923), un ginecòleg de Manhattan que va treballar a l'Hospital Bellevue, i Susie Gage Gebre (1856-1929), un excantant d'òpera. Els pares eren cosins germans. La família Collyer segons es deia remunta les seves arrels en un vaixell que suposadament va arribar als Estats Units des d'Anglaterra, una setmana després del Mayflower (encara que no hi va haver cap vaixell que va arribar als Estats Units una setmana després del Mayflower). La família descendia de la família Livingston, una família antiga i ben establerta a Nova York amb arrels que es remunten al segle xviii (Robert Livingston va ser el primer de la família Livingston a emigrar a Amèrica el 1672 - 52 anys després de la Mayflower). La parella va tenir una filla, Susan, que va morir quan era un nadó el 1880. A l'any següent, 6 novembre 1881 van tenir el seu primer fill, Homer Lusk, i el 1885 Langley va néixer. Ells vivien en una casa de veïns, mentre que Herman internat a Bellevue. Als 14 anys, Homer va ser acceptat al College of the City of New York i es va treure el batxillerat sis anys més tard.
Els dos fills van assistir a Universitat de Colúmbia, que havia estat traslladada a la seu actual campus de Morningside Heights, a uns vint minuts de la casa Collyer. Homer es va graduar en dret, mentre que Langley va reclamar el títol d'enginyeria (tot i que Colúmbia afirma que la Universitat no tenia cap registre de la seva assistència), i va fer intents de ser inventor. Langley va tocar en diversos concerts de piano de nivell, duia els cabells llargs i solts, cosa que era una raresa en aquesta època. Amb els anys, les excentricitats dels dos germans es va intensificar, Langley va dur a terme diversos invents, com un dispositiu per aspirar l'interior dels pianos i un Ford T adaptat per generar electricitat.
Herman Collyer, amb la seva dona i els seus dos fills, es van mudar a la seva residència a Harlem el 1909. El doctor Collyer era conegut per ser un excèntric ell mateix, i es diu que sovint remava pel East River en una canoa fins a l'Hospital Ciutat de  Blackwell Island, on ocasionalment treballava, i després portava a la part de darrere de la casa de Harlem la canoa. Va abandonar la seva família al voltant de 1919, pocs anys abans de morir. Ningú sap per què el doctor Collyer va abandonar la família, o si la seva esposa es va mudar amb ell a la seva nova llar al carrer 153 Oest amb el 77 quan va marxar de la casa de Harlem. No obstant això, Homer i Langley Collyer es van quedar a la casa familiar després que el seu pare se'n va anar. El doctor Collyer va morir el 1923, i la senyora Collyer va morir el 1929. Després de la mort dels pares, els germans Collyer van heretar totes les seves possessions i va traslladar els béns a casa de Harlem.
Durant la Primera Guerra Mundial, Harlem va viure una de les principals migracions d'afroamericans des del sud dels Estats Units, que van canviar la fesomia del barri i el van convertir en un dels centres de la raça negra del país. Amb tot, els dos germans que ja estaven a la quarantena, no van marxar i es van convertir en una curiositat anacrònica, que va cridar l'atenció als residents del barri.

## Reclosos
Gent del barri va tractar d'entrar a la casa a causa dels rumors infundats d'objectes de valor, i els adolescents tenien l'hàbit de tirar pedres a les finestres. El temor dels germans va augmentar, també va augmentar la seva excentricitat. Van tancar les finestres, i Langley va fer ús de les habilitats d'enginyeria que tenia per establir trampes explosives a tota la casa. Com que no pagaven les factures, el servei de telèfon es va desconnectar el 1917; l'electricitat, l'aigua i el gas els foren tallats el 1928 Els germans escalfaven la gran casa amb un petit cremador de querosè. Durant un temps, Langley va intentar generar la seva pròpia energia per mitjà d'un motor d'automòbil. Langley va començar a vagar fora a les nits; va anar a buscar aigua en un parc a quatre illes de cases cap al sud (probablement Mount Morris Park, que des de 1973 té el nom de Marcus Garvey Park). Langley també caminava molts quilòmetres per tota la ciutat per aconseguir menjar, de vegades anava fins a Williamsburg, Brooklyn per comprar tan poc com una barra de pa. També recollia el menjar de les escombraries i recollia el menjar que havia de ser rebutjat pels magatzems i els carnissers per portar-lo al seu germà Homer, que en aquest moment estava en desavantatge, ja que patia reumatisme. També va introduir un gran nombre de peces de ferralla abandonats que va despertar el seu interès. El 1933, Homer va perdre la vista a causa de les hemorràgies en el fons dels seus ulls. Langley va idear un remei, una dieta de cent taronges a la setmana, juntament amb pa negre i mantega de cacauet.
El 1932, poc abans que Homer Collyer es quedés completament cec, havia comprat al banc la propietat de la casa del número 2077 de la Cinquena Avinguda, amb la intenció de transformar-la en un edifici d'apartaments. Però després de l'aparició de la ceguesa, els plans de beneficis de l'empresa de béns no es van concretar. Com que els germans Collyer no van fer cas dels seus comptes, la propietat va ser embargada per la ciutat de Nova York el 1943 per pagar tots els impostos sobre la renda que el Collyers devien a la ciutat. Langley va protestar per tal que li fos restituïda la propietat, ja que no tenia ingressos, per tant, tampoc havia de pagar impostos.

## Personatges públics
Els germans Collyer van ser esmentats per primera vegada als diaris el 1938, quan van rebutjar un agent immobiliari que tenia en la mira de casa. The New York Times va fer cas als rumors del barri i va reiterar que els germans vivien en una mena de d'esplendor oriental i que tenien gran quantitat de diners, per por de dipositar-los en un banc. No podia ser que els germans fossin excessivament rics, ja que no havien treballat durant dècades. Van cridar l'atenció dels mitjans de nou el 1942, quan es van ficar en problemes amb el banc després de negar-se a pagar la hipoteca de la casa. Aquest mateix any, elNew York Herald Tribune entrevistar Langley. En resposta a una pregunta sobre els paquets de diaris, Langley va respondre: "Estic guardant els diaris per a Homer, de manera que quan es recuperi que pugui posar-se al dia amb les notícies." Quan el Bowery Savings Bank va començar el procediment de desnonament i va enviar un equip de neteja, Langley va començar a cridar als treballadors. Els veïns van trucar a la policia que va forçar la porta principal, però una paret d'escombraries els va impedir entrar. Finalment, Lanley va lliurar un xec per valor de 6700 dòlars (equivalents a uns 89.600 el 2010), per fer el pagament de la hipoteca en un sol pagament. Va ordenar a tot el món que marxés fora de les instal·lacions, i es va retirar de la vida pública, una vegada més, només sortien durant la nit i quan va voler presentar denúncies penals contra lladregots que intentaven entrar a la casa.

## Homer trobat mort
El 21 de març de 1947, un informant anònim va trucar per telèfon a la policia i va insistir que hi havia un cadàver a la casa dels Collyer. S'hi va enviar una patrulla, que va tenir dificultats per entrar a la casa en un primer moment, però van percebre una pudor terrible que emanava d'algun lloc dins de l'edifici. Totes les portes estaven tancades, i mentre les finestres del soterrani estaven trencades, estaven protegides per reixes de ferro. Un equip d'emergència de set homes va arribar no va tenir més remei que començar a retirar totes les escombraries que bloquejaven el camí i les llançaven al carrer de sota. El vestíbul estava ple de diaris vells, llits i cadires plegables, la meitat d'una màquina de cosir, caixes, peces d'una premsa de vi, i molts altres trossos de ferralla. Un policia, William Barker, finalment va accedir a través d'una finestra a un dormitori del segon pis. Darrere d'aquesta finestra, entre altres coses, hi havia més paquets i paquets de diaris, capses buides de cartró lligades amb cordes, el marc d'un cotxet de nadó, un rasclet, i para-sols vells lligats. Després d'un rastreig de dues hores es va trobar Homer Collyer mort, que vestia només un parrac blau i una bata blanca. Els cabells grisos li embolicaven el cop fins a les espatlles i estava en posició asseguda, amb el cap recolzat als genolls.
Fou assistit pel metge forense Arthur C. Allen que va confirmar la identitat d'Homer i va dir que el germà gran havia mort no feia més de deu hores. Per tant, Homer no podria ser la font de la pudor que emanava de la casa. La violència es va descartar per la presència d'Homer que havia mort pels efectes combinats de la desnutrició, deshidratació i una aturada cardíaca. En aquest moment, el misteri ja havia atret una multitud de prop de 600 espectadors, curiosos sobre les escombraries i l'olor. Però Langley no es trobava per enlloc.
En la recerca de Langley, la policia va començar a buscar per tota la casa, una tasca àrdua que va requerir eliminar la gran quantitat d'escombraries acumulades. La majoria es va considerar sense valor i el departament de sanitat va emportar-se-les, alguns articles es van portar en un magatzem. També s'hi van trobar un munt d'armes i municions.

## Cerca
El 30 de març, van circular falsos rumors que deien haver vist en Langley a bord d'un autobús amb destinació a Atlantic City. Es va iniciar una búsqueda per la riba de Nova Jersey. Informacions diverses van portar la policia a un total de nou estats per trobar Langley. La policia va continuar registrant la casa dos dies més, amb l'eliminació de 3.000 llibres, moltes guies de telèfon, la mandíbula d'un cavall, un piano Steinway, una de les primeres màquina de raigs X, i més paquets de diaris. Més de 19 tones d'escombraries van ser retirades de la planta baixa de la casa de tres pisos. La policia va continuar netejant la casa dels Collyer durant una setmana més amb l'eliminació d'unes altres 84 tones d'escombraries. Encara que una bona part de les escombraries procedient de la pràctica mèdica del seu pare, una part considerable eren objectes recollits per Langley en els últims anys.

## Langley Collyer trobat mort
El 8 d'abril de 1947, el treballador Artie Matthews va trobar el cos de Langley Collyer a 10 metres del lloc on va morir Homer. El seu cos parcialment descompost estava sent devorat per les rates. Una maleta i tres paquets grans de diaris el van cobrir. Langley havia estat gatejant a través del túnel de diaris per portar menjar al seu germà paralitzat quan una de les seves trampes va caure i el va aixafar. Homer, cec i paralitzat, havia mort de fam va morir diversos dies després. L'olor detectat al carrer emanava de Langley, el germà menor.
Tots dos germans van ser enterrats amb els seus pares al Cypress Hills Cemetery, de Brooklyn.

## Continguts de la casa
La policia i treballadors van treure 130 tones d'escombraries de la casa de pedra vermellosa dels Collyer. Els elements recuperables de menys de 2.000 dòlars es van posar a subhasta. El patrimoni acumulat dels germans Collyer va ser valorat en 91.000 $ (uns 1,2 milions en dòlars de 2008), dels quals 20.000 $ eren propietat personal (joies, diners en efectiu, valors, etc.)
Entre els elements retirats de la casa s'inclouen cotxets de nen, un cotxet de nines, bicicletes oxidades, restes de menjar, peladors de patates, un recull d'armes de foc, llums de vidre, boles de bitlles, equips de càmera, la capota d'un cotxe de cavalls, un cavallet, tres ninots de tall i confecció, retrats, fotografies, bustos de guix, llits rovellats, una estufa de querosè, més de 25.000 llibres (entre els quals milers de medicina i enginyeria i més de 2.500 de dret), els òrgans humans conservats en flascons, vuit gats vius, el xassís d'un Ford T, tapissos, centenars de metres de sedes i teles utilitzades, rellotges, 14 pianos (tant de cua, verticals i fins i tot un clavicordi), dos orgues, banjos, violins, trompetes, acordions, un gramòfon i discos, i un sens fi de paquets de diaris i revistes. A prop del lloc on Homer va morir, la policia també va trobar 34 llibretes de comptes bancaris, amb un total de $ 3007,18 (al voltant de $ 40.000 en dòlars de 2008).
També hi va haver una gran quantitat d'escombraries. La casa en si, mai havia estat mantinguda i va patir el pas del temps: filtracions al sostre i alguns murs s'havien ensorrat, maons i morter de la dutxa en les habitacions de sota. La casa va ser considerada finalment en perill d'incendi i va ser enderrocada.
Alguns dels elements estranys es van exhibir al Museu Digues Hubert, on es van presentar al costat de Meravelles Humanes i d'artistes de fira. La peça central i morbosa d'aquesta col·lecció era la cadira en què Homer Collyer havia mort. La cadira Collyer va passar a mans de col·leccionistes privats, en ser retirada d'exhibició pública el 1956. El pas del temps va adquirir una reputació de ser maleïda, a causa de les desgràcies dels seus amos.

## Llegat
The New York Times,, el 26 de març de 1947, va escriure:

There is, admittedly, something unattractive about the avidity with which society now pores over every detail the Collyer brothers vigorously withheld from public scrutiny... It is almost as though society were taking revenge upon the brothers for daring to cut the thread that binds man to his fellows.
No és, certament, alguna cosa poc atractiva per a l'avidesa amb què la societat coneix cada detall dels germans Collyer vigorosament retinguts a l'escrutini públic... És gairebé com si la societat es pren venjança dels germans per haver-se atrevit a tallar el fil que uneix l'home amb els seus semblants.

Elements bàsics de la història dels germans Collyer es van utilitzar com a marc per a un Boston Blackie de ràdio misteri titulada "Aggie assassinat Rogers" que es va emetre en 8 abril 1947 (casualment el mateix dia que el cos de Langley Collyer va ser trobat). Aquesta història va de dues germanes grans, Aggie i Martha Rogers viuen en una casa antiga que es divideix en dues seccions; Aggie mai surt de la seva secció de la casa i només s'obre un petit pas perquè Marta li pugui donar el menjar. Aggie ha heretat tots els diners del seu pare i el títol de la casa, que és plena d'escombraries i té trampes explosives a tot arreu per dissuadir els lladres. Un veí de Boston Blackie diu que va sentir forts gemecs procedents de la casa i demana que s'investigui. Quan es fa, Aggie Rogers és trobada morta d'un cop al cap i Martha no és per cap costat. La història llavors s'allunya encara més dels fets dels germans Collyer.
La història dels germans Collyer va ser desenvolupada per Marcia Davenport en la novel·la, My Brother's Keeper(Scribners, 1954), també publicada en edició de butxaca. Tot i que ha estat intentada dur a la pantalla gran durant temps, encara no se n'ha fet la pel·lícula.
La pel·lícula de 1995 Unstrung Heroes compta amb dos oncles amb un estil de vida i amb un apartament que és un clar homenatge als germans Collyer. La pel·lícula es basa en un llibre de memòries del mateix nom de 1991 de Franz Lidz.
Des de la dècada de 1960, el lloc de l'antiga casa Collyer ha estat un petit parc, anomenat en honor dels dos germans.
El terme "Collyer Mansion" és un terme modern de lluita contra incendis en un habitatge ple d'escombraries i runes que es converteix en un greu perill per als ocupants i els serveis d'emergència.
El 2002, el dramaturg Richard Greenberg va escriure El Dazzle, que explica una història basada lliurement en la vida dels Collyer després de la mort dels seus pares i que condueix a la seva pròpia mort. En l'obra, Homer mor abans de Langley i els dos s'enamoren de la mateixa dona. Una nota de l'autor al començament de l'obra afirma que "El Dazzle es basa en la vida dels germans Collyer, del qual no sé gairebé res."
Al setembre de 2009, Random House va publicar la novel·la d'E. L. Doctorow Homer i Langley, una novel·la històrica, que especula sobre la vida interior dels germans Pren considerables llibertats respecte als fets reals, ja que situa els gemrans Collyer com a espectadors i protagonistes de diversos fets de la història del segle XX i situa el final de la seva vida a la dècada de 1970 i també canvia l'orde de naixement de tots dos., la novel s'estén la seva vida útil en la dècada de 1970 i els interruptors dels germans.
El 2011, el cineasta Lyon Forrest Hill va donar a conèixer un curtmetratge sobre els germans, The Junk Palace.
L'abril de 2011, el músic irlandès Declan O'Rourke va publicar un nou àlbum anomenat "Mag Pai Zai", que inclou una cançó "Rèquiem de Langley". El títol de l'àlbum és una referència a un vers d'aquesta la cançó.
El 6 de juliol de 2011, el dramaturg Michael McKeever va estrenar una obra de teatre en el teatre de Caldwell, Boca Raton, Florida, titulat "Coses", basada en un conte sobre els germans Collyer.